# Joe River
Der Joe River ist ein Fluss im Westen der Südinsel Neuseelands. Er entspringt am Joe Glacier südlich des Twin Icefall und fließt in nordöstlicher Richtung bis zu seiner Mündung in den Arawhata River, der in die Tasmansee entwässert. Der Joe River führt das Wasser der Nordflanken der Barrier Range sowie Snowdrift Range ab, deren Südflanken über den Dart River/Te Awa Whakatipu entwässern. Im Nordwesten des Joe River liegt das Olivine Ice Plateau, welches in Teilen über den Williamson River ebenfalls zum Arawhata River hin Wasser abführt.